# Bumblebee
Bumblebee (noto in Giappone come Bumble e in Italia come Maggiolino), il cui vero nome è B-127, è un personaggio immaginario della serie multimediale Transformers. È uno dei membri più attivi della fazione degli Autobot di Cybertron ed è presente in quasi tutte le serie dei cartoni animati.
Un tempo era conosciuto come B-127 però quando sbarcò sulla terra incontrò una ragazza che gli diede il nome di Bumblebee.

## Animazione

### Transformers Generation 1

#### Transformers (serie animata) (1984-1987)
Nella prima serie animata degli anni ottanta, chiamata poi Transformers (G1), è uno dei più piccoli e deboli Autobots, ne è cosciente, ma riesce con il suo coraggio, o a volte imprudenza, a compensare questi difetti. Nella prima serie G1 assume le sembianze di un Volkswagen Maggiolino tutto giallo ed è spesso il veicolo di Sparkplug e Spike Witwicky; anche nel Live action movie del 2007 è l'automobile di quest'ultimo (in questo caso Spike è stato chiamato Sam).
Ferito gravemente da Pentajet (Superion) nel penultimo episodio della terza serie Transformers , intitolato Il ritorno di Commander, viene riparato e modificato da un quintessenziano nell'episodio successivo. Date le modifiche e l'aspetto "tutto d'oro" (definitosi così da solo) viene ribattezzato Goldbug (Goldback in Giappone) da Commander. Nella serie The Rebirth (pubblicata solo in DVD) viene chiamato Wagenbot in Italia.

### Transformers Animated (2007-2009)
In Transformers Animated, Bumblebee è il migliore amico di Sari, la protagonista umana. Nel cartone, l'Autobot si trasforma prima in un'auto Cybertroniana, in seguito in una Chevrolet Beat della Polizia. Il suo carattere, a differenza degli altri cartoni, è abbastanza irriverente, dandogli un'aria da teenager.

### Transformers: Prime (2010-2013)
Bumblebee appare anche nel cartone animato "Transformers: Prime" creato in CGI dalla Hasbro. Come nella trilogia cinematografica, si trasforma in un'auto sportiva gialla, una Chevrolet Camaro e invece di comunicare normalmente, comunica con degli effetti sonori elettronici, a causa dei danni ricevuti alla sua scatola vocale durante una battaglia su Cybertron. Il suo migliore amico è Raf. Nel sequel, Transformers: Robots in Disguise, diventa il leader degli Autobot.

### Transformers: Robots in Disguise (2015-2017)
Nella serie “Transformers: Robots in Disguise”, serie TV animata realizzata in computer grafica e trasmessa dal 2015 al 2017, dopo gli eventi di “Transformers: Prime”, Bumblebee e gli altri Autobots hanno fatto ritorno sul pianeta Cybertron, dove lui è diventato un tenente della polizia cybertroniana. Durante un pattugliamento però, Bumblebee riceve un messaggio dallo spirito del suo vecchio maestro Optimus Prime, il quale lo informa che la Terra è di nuovo in pericolo: La navicella/prigione "Alchemor" con a bordo dei detenuti Decepticons si è schiantata sul pianeta, lasciandoli liberi. Nelle prime due stagioni, Bumblebee deve pertanto fare ritorno sulla Terra, ritrovandosi nei panni di comandante di una nuova squadra, il "Team Bee", con la missione di riacciuffare tutti i Decepticons scappati, capeggiati da Steeljaw, il quale diventa il suo più acerrimo nemico, aspettando intanto il ritorno di Optimus Prime. Nella terza stagione, infine, si unisce coi membri della sua squadra, Sideswipe, Strongarm, Grimlock e Drift, nel Combiner Ultra Bee per fronteggiare sia gli Stunticons, guidati da Motor Master, sia il pericolosissimo Soundwave.

### Transformers: Cyberverse (2018-2020)
Nella serie animata "Transformers: Cyberverse" Bumblebee risulta essere uno dei protagonisti. Giunto sulla Terra per recuperare l'All Spark e per rintracciare i compagni Autobots partiti decine di milioni di anni prima per lo stesso motivo, purtroppo subisce seri danni al suo chip di memoria, dimenticandosi completamente quale sia la sua missione. Nonostante questo potrà contare sulla sua migliore amica Windblade e sul suo comandante Optimus Prime. L'unico modo per ritrovare il resto della squadra sarà attraverso i suoi ricordi perduti ma, dovranno vedersela anche con i Decepticons che cercheranno di ostacolarli.

### Transformers: War for Cybertron Trilogy (2020-2021)
Nell'ultima serie animata intitolata "Transformers: War for Cybertron Trilogy", sviluppata dalla Hasbro in collaborazione con Netflix nel 2020-2021, Bumblebee è ancora una volta uno dei principali eroici Autobots al comando di Optimus Prime a bordo dell'astronave "Arc" alla ricerca dell'All Spark.
Nel primo episodio Bumblebee e Wheeljack scoprono un ponte spaziale mentre cercano dell'Energon. Vengono però catturati dai Decepticons Starscream, Thundercracker e Jetfire. Quando tentano di fuggire poi, vengono salvati da Optimus Prime che ingaggia un duello con Megatron. In seguito, una volta al sicuro, egli presenta Bumblebee al resto dell'equipaggio degli Autobots sull'Arc. Tuttavia Bumblebee inizialmente è riluttante a schierarsi e se ne va affermando che "non vuole combattere la loro guerra"! Solo in seguito maturerà in lui la decisione di agire al fianco dei buoni. muore alla fine

## Cinema

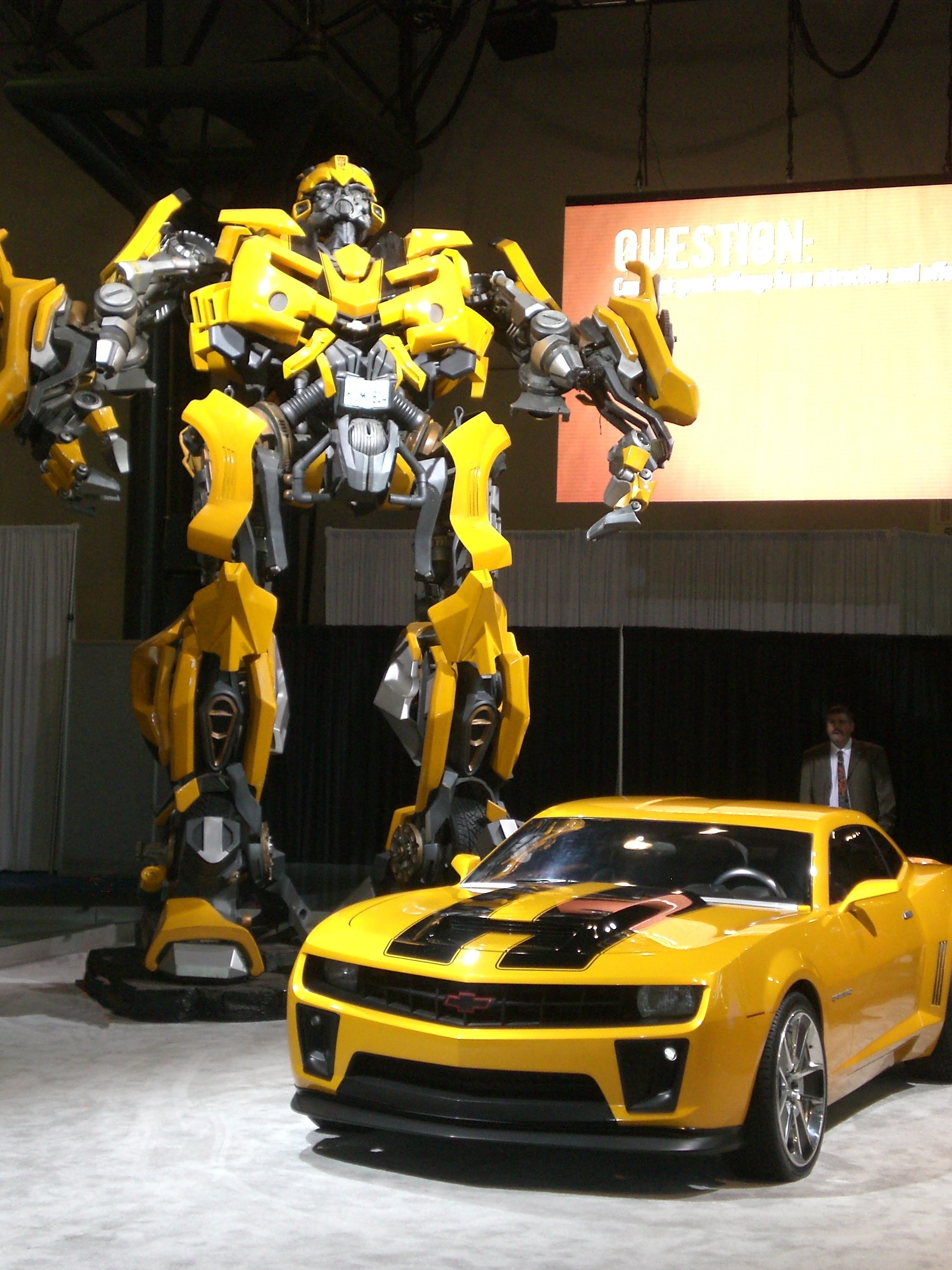
Bumblebee in versione Chevrolet Camaro 5

Compare in tutta la serie di film Transformers, dove è chiamato con il nome americano Bumblebee, non parla ma emette suoni tramite trasmissioni radiofoniche terrestri. La sua trasformazione in veicolo è una Chevrolet Camaro, prima di vecchia generazione e poi di ultimissimo tipo. Il Bumblebee dei film è il primo a non parlare e a trasformarsi in un'auto a strisce nere (stessa cosa per i Bee di Transformers Animated e Transformers: Prime).
Arrivato sulla terra seguendo i segnali inviati da Internet dove era presente una foto degli occhiali di Sam (dove era localizzata la mappa per ritrovare il Cubo), localizza l'umano Sam Witwicky che aiuterà lui e i suoi compagni Autobot nella guerra contro i Decepticon per il possesso dell'Allspark.
Ritorna anche nel sequel Transformers - La vendetta del caduto dove si ritrova a combattere in Egitto dove porta in salvo i genitori di Sam e uccide vari Decepticon tra cui Ravange e Rampage.
In Transformers 3, Bumblebee è diventato un membro attivo del NEST dove risolve i problemi tra umani per non farsi del male a vicenda. Nella battaglia finale a Chicago, viene intrappolato da diversi Decepticon, ma con l'aiuto involontario di Wheelie e Brains, riesce a liberarsi e riesce ad uccidere il malvagio Soundwave.
In due film su tre, Bumblebee ha diverse trasformazioni, nel primo una Camaro del 1977, poi del 2007; nel terzo film in una camaro del 2011 Fifth Generation (anche nel secondo film, non cambiando modello, si possono notare alcune differenze della carrozzeria rispetto al primo e al terzo film).
Compare anche nel quarto film, dove inizialmente sarà una Chevrolet Camaro del '67 e poi il nuovissimo modello 2014. Come con Sam, anche con Cade Yeager assumerà il ruolo d'una sorta di guardia del corpo; si unirà con Optimus Prime insieme a Hound, Drift e Crosshairs per formare il nuovo team Autobot. Combatterà insieme alla squadra a Hong Kong per fermare Galvatron e Lockdown, e aiuterà Cade Yeager nel salvataggio di Optimus da quest'ultimo. Sempre a Hong Kong cavalcherà un Dinobot pterodattilo a due teste. Sopravvive anche a quest'avventura uscendone coi suoi compagni vincitore.
Nel quinto film, Transformers - L'ultimo cavaliere, cambia per l'ennesima volta forma (Camaro del 2016), aumentando di poco di dimensioni. In assenza di Optimus è lui il capo degli Autobot, i quali si nascondono con Cade Yeager, Jimmy (un hacker), i Dinobot, ed Izabella (un'orfana in seguito alla battaglia di Chicago) in una discarica nel Sud Dakota. Accompagnerà Cade in Inghilterra dove si scoprirà avere un fratello di nome Hot Rod, e che durante la ricerca dell'All Spark, i due fratelli (e qualche altro Autobot) arrivarono sulla Terra negli anni '40 e combatterono nella seconda guerra mondiale a fianco degli Americani contro la Germania nazista dove esso si trasformerà in una missione in una Mercedes-Benz 770. Affronterà Optimus per farlo rinsavire dall'ipnosi di Quintessa (la creatrice dei robot), riacquisterà la voce ed avrà un ruolo fondamentale nel salvare la Terra. Alla fine torna a Cybertron con gli altri per restaurarlo.
Inoltre Bumblebee è il protagonista di un prequel della serie cinematografica, diretto da Travis Knight e scritto da Christina Hodson dall'omonimo film; questa volta lo si trova in veste di Maggiolino Volkswagen.
Il personaggio di Bumblebee è nuovamente presente anche nel successivo film Transformers - Il risveglio, diretto da Steven Caple Jr., nel quale fa parte del gruppo di Autobot, sempre guidati da Optimus Prime, che nel 1994 tra New York e il Perù entrano in contatto e poi collaborano con i Maximal, guidati da Optimus Primal, con l'obiettivo comune di recuperare la Chiave di Transcurvatura che li potrebbe far ritornare a casa su Cybertron e, di fermare l'oscuro dio della distruzione Unicron, il suo secondo in comando Scourge e i loro emissari Terrorcon e Predacon. Negli scontri a New York viene apparetemente sconfitto e ucciso dal malvagio seguace di Unicron ma, Mirage decide di portarsi dietro il suo corpo senza vita, nella speranza di poterlo riattivare. Una volta giunti a Machu Picchu in Perù, quando l'impulso rilasciato dalla Chiave attiva un giacimento di Energon, Bumblebee viene incredibilmente riportato in vita da tale energia, per poi lanciarsi immediatamente nella battaglia, per aiutare Wheeljack, fino in quel momento in grave difficoltà contro i droni Freezer dei Terrorcon; il suo intervento risulta così determinante per l'esito finale a favore degli Autobot e dei Maximal.
Bumblebee è ancora uno dei protagonisti principali nel film d'animazione Transformers One del 2024, dove è un semplice robot, chiamato con la sigla B-127, assegnato all'impianto di incenerimento dei rifiuti nel sottosuolo della città di Iacon, capitale del pianeta Cybertron; eccentrico e chiacchierone, essendo rimasto solo per parecchio tempo, si è costruito amici immaginari con gli scarti metallici trovati nella discarica. Decide poi di unirsi in viaggio con Orion Pax (Optimus Prime), D-16 (Megatron) e Elita-1 per raggiungere la superficie del pianeta alla ricerca del Prime originario Alpha Trion e per scoprire e comprendere le vere origini della loro razza e del loro stesso pianeta.